# Paso Fino (album)
Paso Fino – ósmy album muzyczny zespołu Komety, wydany 14 marca 2014 roku przez wytwórnię Thin Man Records na płytach CD w wersji digipak. Płytę zespół nagrał w składzie: Lesław (śpiew i gitary), Arkus (perkusja), W.Szewko (gitara basowa, śpiew).

## Spis utworów
1. "Bal nadziei"
2. "Sparaliżowana od pasa w dół"
3. "Nerwica natręctw"
4. "Ona i niestety on"
5. "Ulica Kasprowicza"
6. "Prywatne piekło"
7. "Hotel Artemis"
8. "Wrzesień"
9. "Ty i twój cień"
10. "Nie mogę przestać o tobie myśleć"

 Polityka | Recenzja płyty: Komety, „Paso Fino”